# Supercopa dos Países Baixos de 1992
A Supercopa dos Países Baixos 1992, oficialmente PTT Telecom Cup 1992 por questões de patrocínio, foi a 3ª edição do torneio, disputada em partida única entre o Campeão Neerlandês 1991–92 (PSV Eindhoven) e o Campeão da Copa dos Países Baixos 1991–92 (Feyenoord).

## Participantes
| Equipe        | Classificação                             |
| ------------- | ----------------------------------------- |
| PSV Eindhoven | Campeão Eredivisie de 1991–92             |
| Feyenoord     | Campeão Copa dos Países Baixos de 1991–92 |

## Partida
| 12 de agosto de 1992 | PSV Eindhoven | 1 – 0 | Feyenoord | De Kuip, Roterdão                               |
|                      | Koeman 25'    |       |           | Público: 32 650 Árbitro: NED Mario van der Ende |

| PSV | Feyenoord |

| PSV:           |    |                    |                               |     |
|                |    |                    |                               |     |
| G              | 1  | Hans van Breukelen |                               |     |
| LD             | 2  | Ernest Faber       | 67'                           |     |
| Z              | 4  | Gheorghe Popescu   |                               |     |
| Z              | 3  | Adri van Tiggelen  |                               |     |
| LE             | 5  | Jan Heintze        |                               |     |
| M              | 8  | Gerald Vanenburg   |                               | 46' |
| M              | 7  | Juul Ellerman      |                               |     |
| M              | 6  | Erwin Koeman       | Penalizado com cartão amarelo |     |
| M              | 11 | Arthur Numan       |                               |     |
| A              | 10 | Thomas Thorninger  |                               |     |
| A              | 9  | Romário            | Penalizado com cartão amarelo |     |
| Substituições: |    |                    |                               |     |
| M              |    | Dick Schreuder     |                               | 46' |
| Treinador:     |    |                    |                               |     |
| Hans Westerhof |    |                    |                               |     |

| FEYENOORD:         |    |                   |                               |     |
|                    |    |                   |                               |     |
| G                  | 1  | Ed de Goeij       |                               |     |
| LD                 | 2  | Ulrich van Gobbel |                               |     |
| Z                  | 4  | John Metgod       |                               |     |
| Z                  | 3  | John de Wolf      |                               |     |
| LE                 | 5  | Errol Refos       |                               |     |
| M                  | 6  | Arnold Scholten   | Penalizado com cartão amarelo |     |
| M                  | 8  | Henk Fraser       | Penalizado com cartão amarelo |     |
| M                  | 10 | Rob Witschge      |                               |     |
| A                  | 7  | Gaston Taument    |                               |     |
| A                  | 9  | Mike Obiku        |                               | 61' |
| A                  | 11 | Regi Blinker      |                               |     |
| Substituições:     |    |                   |                               |     |
| A                  |    | József Kiprich    |                               | 61' |
| Treinador:         |    |                   |                               |     |
| Willem van Hanegem |    |                   |                               |     |

## Campeão
| Campeão da Supercopa dos Países Baixos de 1992 |
| ---------------------------------------------- |
| PSV EINDHOVEN 1° titulo                        |